# Koeleria boliviensis
Koeleria boliviensis là một loài thực vật có hoa trong họ Hòa thảo. Loài này được (Domin) A.M.Molina mô tả khoa học đầu tiên năm 1993.